# FM福井ニュース
『FM福井ニュース』（エフエムふくいニュース）は、福井エフエム放送（FM福井）で放送されているニュース番組（スポットニュース）。
本項目では、平日（朝の一部および夜間）、土曜・日曜（終日）に本番組の代替で放送されている『JFNニュース』についても触れる。

## 概要
1984年12月18日の開局時から放送されている自社制作のニュース番組で、同年12月1日のサービス放送開始時に放送を開始した。これまで、開局時から毎日6回放送してきたが、2010年7月からは土曜および日曜の放送は行っていない。
現在、平日 11:55 / 17:55に『福井新聞ニュース』が放送されており、その他の時間帯は中日新聞、読売新聞の2新聞が一定のローテーションで担当。『福井新聞ニュース』は放送後、FM福井のホームページで当日含む3日分をストリーミング配信している。この他、平日 9:55に放送される日本経済新聞による経済情報も『FM福井ニュース』の扱いとなっている。なお、2012年3月までは朝日新聞のニュース配信が行われ、読売と中日両新聞と3か月のローテーションで配信を行っていた。
スポンサー読み上げは番組終了前に読み上げており、フィラーCMとしてACジャパンのCMが多用される（なお、『JFNニュース』では平日 19:55、土曜 11:55 / 18:55の時間帯にスポンサー設定がある）。

## 放送内容
※アナウンスの言い回しは担当によって多少異なる。
「この時間は、○○新聞ニュース（日本経済新聞の経済情報）をお伝えします」のアナウンスで始まり、日経は経済ニュース、中日・読売は全国ニュース、福井は県内ニュースを4項目伝える。いずれも『JFNニュース』と異なり、被疑者・被告などの氏名（著名人・一般人問わず）は原則として年齢も含めて公表している。
最後に「以上、この時間のニュースは（ニュース担当名・フルネーム）がお伝えしました。時刻は○時○分です」とアナウンスしてCMに入り、CM明けに「（スポンサー名）の提供でお伝えした、○○新聞ニュースでした。FM福井ニュース（経済情報）の時間を終わります」というアナウンスで締める。

## 放送時間
2021年4月時点。放送時間が太字のものは、『中日新聞ニュース』（1月・4月・7月・10月）、『読売新聞ニュース』（中日新聞が配信しない月）。

### 平日
| 放送時間      | ニュース配信社 | 配信ニュース         | 備考                                                           |
| ------------- | -------------- | -------------------- | -------------------------------------------------------------- |
| 7:55 - 8:00   | 読売・中日     | 読売・中日           | 『Morning Tune』内                                             |
| 9:55 - 10:00  | 日経           | 日本経済新聞経済情報 | 『Morning Tune』内                                             |
| 11:55 - 12:00 | 福井           | 福井新聞ニュース     | 『Otona no Radio Alexandria』内                                |
| 13:55 - 14:00 | 読売・中日     | 読売・中日           | 『レコレール』（月曜 - 木曜）内 『HIGHLIGHT FRIDAY』（金曜）内 |
| 15:55 - 16:00 | 読売・中日     | 読売・中日           | 単独番組（月曜 - 木曜） 『HIGHLIGHT FRIDAY』（金曜）内         |
| 17:55 - 18:00 | 福井           | 福井新聞ニュース     | 『Update Evening!』内                                          |

2012年3月までは、『中日新聞ニュース』（1月・4月・7月・10月）、『読売新聞ニュース』（2月・5月・8月・11月）、『朝日新聞ニュース』（3月・6月・9月・12月）。19:55の放送枠は2019年6月28日の放送を最後に廃止された。

### 過去の放送時間
- 平日：19:55
- 土曜：9:55（2009年3月までは8:55）、11:55、14:55、15:55、17:55、18:55
- 日曜：9:55（2009年3月までは8:55）、11:55、13:55、15:55、17:55、18:55

## 現在のニュース担当
2021年6月時点。
- 岡田ゆうき
- 藤田佳代（月曜・金曜午前のみ）
- 堀内くみ子（火曜午前のみ）
- 別司愛実（木曜午前のみ）

## JFNニュース
2021年4月時点、いずれの時間もタイトルの差し替え・BGMなしで放送している。放送時間の詳細は、公式サイトの番組表を参照。

### 平日
- 8:55（月曜 - 木曜）
- 19:55（2019年7月1日より設定）
- 20:55
- 21:55
- 24:55

### 土曜日・日曜日
- 8:55
- 11:55
- 12:55
- 14:55
- 16:55 - 日曜は『NEXCO西日本 Drive Porter Radio』（FM大阪）終了に伴い2021年4月に新規設定。
- 17:55
- 18:55
- 20:55
- 21:55（土曜のみ）
- 22:55